# Karl Emmerich II. von Hagen

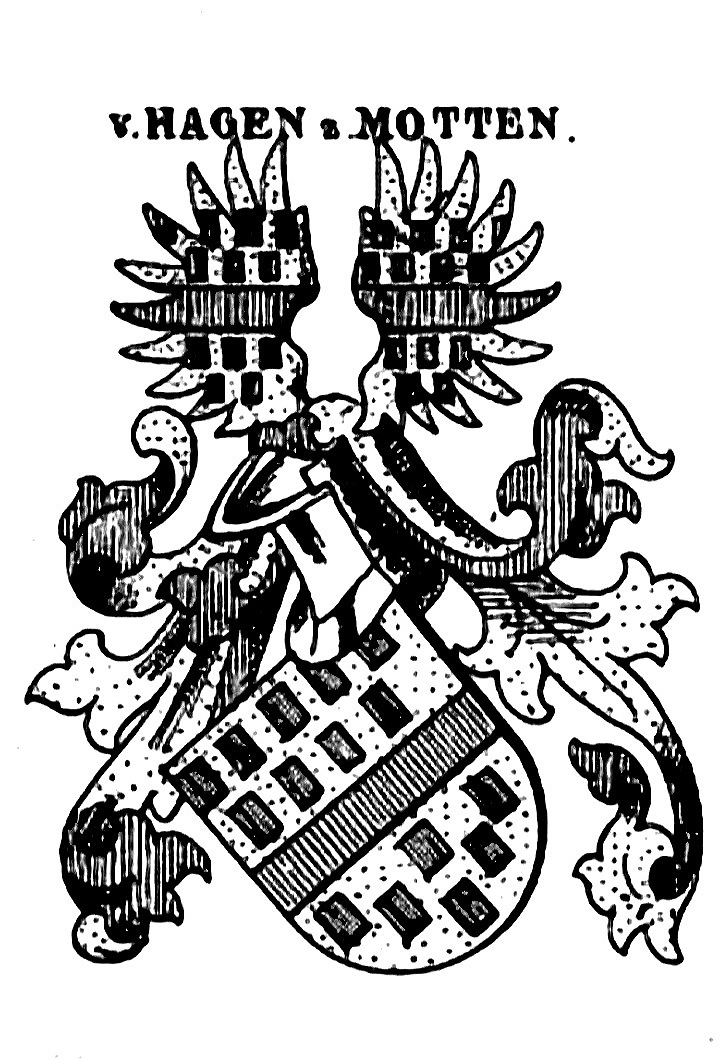
Familienwappen derer von Hagen zur Motten

Karl Emmerich II. von Hagen zur Motten (* 6. März 1711 in Koblenz; † 26. Dezember 1779 in Trier) war ein deutscher Amtmann in Kurtrier, Domherr in Trier sowie Archidiakon in Dietkirchen.

## Leben

### Herkunft und Familie
Karl Emmerich II. von Hagen entstammte dem Adelsgeschlecht Hagen zur Motten, das seinen Stammsitz seit 1300 auf dem Schloss La Motte hatte. Er war der Sohn des Freiherrn Johann Wilhelm Ludwig von Hagen zur Motten (1673–1750) und dessen Gemahlin Maria Anna Charlotte Freiin von Eltz-Rotendorff (1684–1753) und wuchs mit seinen Geschwistern Johann Hugo (1707–1791), Eugen Friedrich (1708–1758), Johann Sigismund (1710–1783), Anna Bernardine (1713–1797), Anna Maria Charlotte (1721–1811), Agnes Apollonia Elisabeth Antonia (1723–1815) und Johanna Juliana Franziska (1725–1738) auf.

### Wirken
Am 10. September 1725 wurde von Hagen Domherr in Trier und absolvierte ein Studium der Theologie und Philosophie an der Universität Trier, wo er 1729 zum Baccalaureus promovierte. Er übernahm die Tätigkeit des Amtmanns zu Grimburg und blieb in dieser Funktion bis zum 10. Mai 1742, als er Domkapitular in Trier wurde. 1755 wurde er mit dem Amt des Domkantors betraut. Im Ritterstift Odenheim wurde er Kapitular. 1753 musste er sich nach dem Tod seiner Mutter um die Familiengeschäfte kümmern. Am 6. Mai 1755 folgte die Berufung zum Domkantor in Trier. Er wurde Archidiakon von Longuyon in Lothringen und nahm dort in dieser Funktion als Vertreter des Bischofs Verwaltungsaufgaben wahr.
Am 26. Dezember 1773 übertrug ihm der Trierer Erzbischof Clemens Wenzeslaus von Sachsen das durch den Tod des Archidiakons Johann Philipp von Greiffenclau zu Vollraths vakant gewordene Amt des Archidiakons zu Dietkirchen. Den Treueeid gegenüber dem Erzbischof leistete er am 15. Januar 1774. Mit diesem Amt war der Ehrentitel Chorbischof im Erzbistum Trier verbunden.